# Estadio Nacional de Lagos
El Estadio Nacional de Lagos (anteriormente Estadio Surulere) es un estadio multiusos ubicado en Surulere, en la ciudad de Lagos, Nigeria. El estadio fue inaugurado en 1972 con una capacidad para 55 000 espectadores, para ser la sede de los Juegos Panafricanos de 1973. El estadio fue hasta el año 2003 el estadio oficial de la Selección de fútbol de Nigeria, fecha en que se trasladó al nuevo Estadio Nacional de Abuya.
Fue sede de varias competiciones internacionales destacando la Copa Africana de Naciones 1980 y la Copa Africana de Naciones 2000, en ambos torneos albergó la final del campeonato. En la final de 1980 entre las selecciones de Nigeria y Argelia, se registró el récord de asistencia al estadio de 85 000 personas.
Fue la sede principal de la Copa Mundial de Fútbol Juvenil de 1999, en donde albergó once partidos, incluido el partido inaugural y el partido final.
El estadio fue sede por última vez de un partido de la selección nacional en abril de 2004 con ocasión de un torneo de cuatro naciones. Por razones desconocidas, el Estadio Nacional se ha dejado de utilizar desde el año 2004. En la actualidad se utiliza ocasionalmente para eventos sociales, culturales y religiosos. En 2009, la Comisión Nacional de Deportes inició un esfuerzo concertado para revertir el evidente estado de deterioro del estadio y devolver el recinto a la condición de clase mundial.

## Eventos destacados

### Copa Africana de Naciones 1980
| Fecha               | selección 1     | Resultado | selección 2     | Ronda                 |
| ------------------- | --------------- | --------- | --------------- | --------------------- |
| 8 de marzo de 1980  | Nigeria         | 3–1       | Tanzania        | Primera fase, Grupo A |
| 8 de marzo de 1980  | Egipto          | 2–1       | Costa de Marfil | Primera fase, Grupo A |
| 12 de marzo de 1980 | Egipto          | 2–1       | Tanzania        | Primera fase, Grupo A |
| 12 de marzo de 1980 | Nigeria         | 0–0       | Costa de Marfil | Primera fase, Grupo A |
| 15 de marzo de 1980 | Costa de Marfil | 1–1       | Tanzania        | Primera fase, Grupo A |
| 15 de marzo de 1980 | Nigeria         | 1–0       | Egipto          | Primera fase, Grupo A |
| 19 de marzo de 1980 | Nigeria         | 1–0       | Marruecos       | Semifinal             |
| 21 de marzo de 1980 | Marruecos       | 2–0       | Egipto          | Tercer lugar          |
| 22 de marzo de 1980 | Nigeria         | 3–0       | Argelia         | Final                 |

### Copa Africana de Naciones 2000
| Fecha                 | selección 1 | Resultado     | selección 2 | Ronda                 |
| --------------------- | ----------- | ------------- | ----------- | --------------------- |
| 23 de enero de 2000   | Nigeria     | 4–2           | Túnez       | Primera fase, Grupo D |
| 25 de enero de 2000   | Marruecos   | 1–0           | Congo       | Primera fase, Grupo D |
| 28 de enero de 2000   | Nigeria     | 0–0           | Congo       | Primera fase, Grupo D |
| 29 de enero de 2000   | Túnez       | 0–0           | Marruecos   | Primera fase, Grupo D |
| 1 de febrero de 2000  | Zambia      | 2–2           | Senegal     | Primera fase, Grupo C |
| 3 de febrero de 2000  | Nigeria     | 2–0           | Marruecos   | Primera fase, Grupo D |
| 7 de febrero de 2000  | Nigeria     | 2–1           | Senegal     | Quarterfinal          |
| 10 de febrero de 2000 | Nigeria     | 2–0           | Sudáfrica   | Semifinal             |
| 13 de febrero de 2000 | Nigeria     | 2–2 (3–4 pen. | Camerún     | Final                 |